# 恋人たちの食卓
『恋人たちの食卓』（原題: 飲食男女、英題: Eat Drink Man Woman）は1994年制作の台湾・アメリカ合作映画。

## 概要
アン・リー（李安）監督によるホームドラマで、父親三部作の3作目。『推手』『ウェディング・バンケット』に引き続き、父親役はラン・シャンが演じた。
アメリカでは当初14館で公開され、最大217館まで上映館数を増やし、第52回ゴールデングローブ賞外国語映画賞および第67回アカデミー賞外国語映画賞にノミネートされた。また、英国アカデミー賞外国語映画賞にもノミネートされた。
日本では、1995年6月30日にシネスイッチ銀座にて公開された。

## ストーリー
台北の一流ホテルの料理長の初老の父親のもとに、娘3人は毎週日曜の夜に集まることにしていた。週に1度の家族4人がそろっての晩餐だが、それぞれに人生の悩みを抱える娘たちは、父親の料理を前にしても気が晴れることはなかった。そんな不協和音にいらだつ父親も、老いていく自分の変化に気づかざるをえなかった。

## キャスト
- ラン・シャン（郎雄）…チュ氏（老朱）（日本語吹替：久米明）
ホテルの料理長。3人の娘を男手ひとつで育てる。
- ヤン・クイメイ（楊貴媚）…チアジェン（家珍）（日本語吹替：篠原恵美）
朱家の長女。高校教師。
- ウー・チェンリン（呉倩蓮）…チアチエン（家倩）（日本語吹替：日野由利加）
朱家の次女。航空会社勤務のキャリアウーマン。
- ワン・ユーウェン（王渝文） …チアニン（家寧）（日本語吹替：岩男潤子）
朱家の三女。大学生。
- シルヴィア・チャン（張艾嘉）…チンロン（錦栄）（日本語吹替：相沢恵子）
長女の友人。シングルマザー。
- グァ・アーレイ（歸亞蕾）…リャンおばさん（梁母）（日本語吹替：火野カチ子）
チンロンの母。米国帰りの未亡人。
- ウィンストン・チャオ（趙文瑄）…リーカイ（李凱）（日本語吹替：辻谷耕史）
次女の同僚。
- ルー・チンチョン（盧金城）…チョウ・ミンダオ（周明道）（日本語吹替：伊藤栄次）
長女の同僚。体育教師。
- チェン・チエウェン（陳捷文）…レイモン（雷豪）（日本語吹替：宮本充）
次女の恋人。画商。
- チェン・チャオロン（陳昭栄）…クオルン（国倫）（日本語吹替：三木眞一郎）
三女の恋人。

## ロケ地
- 圓山大飯店 - 父親が勤めるレストラン。[3]
- 紫藤廬 - 二女が同僚と会った茶館。一家の自宅があるという設定の台湾師範大学近くの和平東路沿いに実際にある茶芸館で、現在も喫茶店・ギャラリーとして営業している。[4]
- 台北植物園 - 父親がジョギングするコース。[5]